# 鳳山水庫太陽光電場

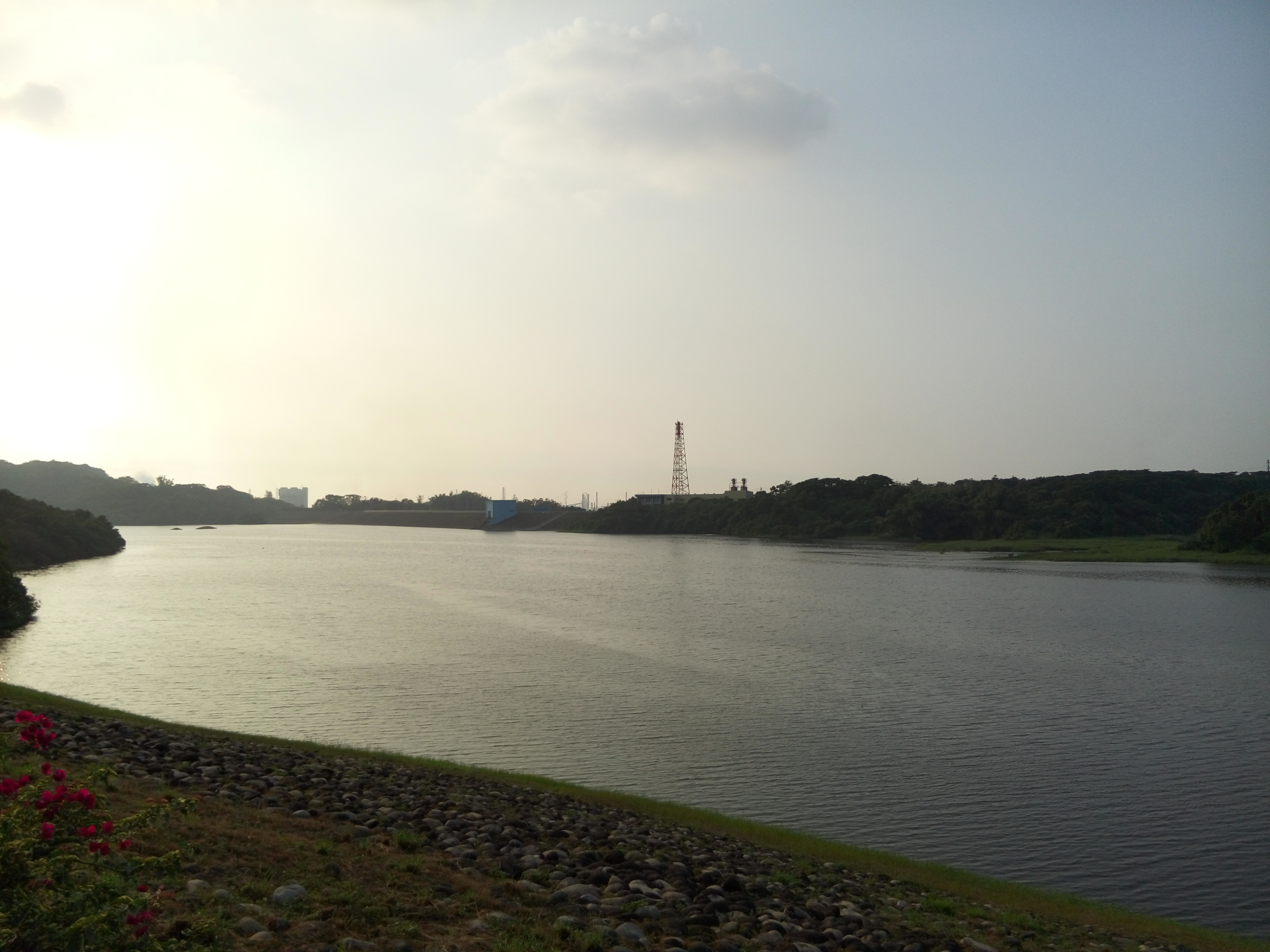
鳳山水庫庫容區

鳳山水庫太陽光電場位於臺灣高雄市小港區、林園區的鳳山水庫上，屬於台灣自來水公司管轄，台灣電力公司投資興建的水面浮力式太陽光電站，該光電站為台電公司「太陽光電第四期計畫」中的其中一項子計畫。

## 沿革

### 背景
鳳山水庫前身為鳳山池，於1980年增設兩座大壩，擴建為水庫，並越域引水自屏東縣東港溪的東港溪攔河堰，施工由省政府自來水公司委託水利局興建，1984年8月鳳山水庫完成蓄水，因引水來源以在東港溪下游，汙染較嚴重，因此鳳山水庫主要供應高雄地區工業用水，及少部分民生用水。該水庫由台灣自來水公司第七區管理處營運，設有鳳山給水廠作鳳山水庫原水淨化用。
鳳山水庫曾於2007年由內政部評定為地方級國家重要濕地，2015年濕地保育法公告實施後，鳳山水庫被公告為暫定重要濕地，但身為主管機關的台水公司表示因水庫為重要民生設施，並不贊同列管為重要濕地，爾後經內政部重新檢討，於2019年3月20日正式公告解除鳳山水庫暫定重要濕地，也是鳳山水庫後續能列為浮力式太陽光電場址的因素之一。

## 光電四期計畫
台灣自來水公司為推動「水域光電」計畫，盤點轄屬水庫、給水廠、配水池等大面積水域之場域，其中較大型的如澎湖東衛、興仁，高雄鳳山、澄清湖，苗栗永和山水庫等場址交由台灣電力公司開發設計監造等，台水公司出租場址，其他配水池、給水廠等提供民營業者投標興建，2016年12月台水與台電完成「水域光電」的合作備忘錄簽署。
台電公司將水庫水面浮力式光電納入「太陽光電第四期計畫」中推動，該計畫分為陸域與水域，陸域部分以台電自有建物屋頂光電為主，水域則以台水公司提供場域為主。光電四期計畫於2017年10月27日經濟部通過開始推動。
鳳山水庫場域由台灣電力公司再生能源處承辦，並將蘭潭水庫、仁義潭水庫、寶山水庫、永和山水庫等多個場域合併成一案對外招標，並於2018年6月15日公告招標，6月15日宣布由星能股份有限公司得標，總得標金額為新臺幣4億3,490萬元，最快於2018年8月30日前就能進場施工，然而在水庫興建浮力式太陽光電場遭受水庫所在附近居民與立法委員質疑是否會影響水質、景觀等。也因此後續澄清湖場址、永和山場址因受抗爭，台電自行取消這兩座場域的興建計畫。2019年4月19日環保署同意台電鳳山水庫太陽光電場免除環境影響評估的申請。
鳳山水庫太陽光電場於2020年8月24日台電通知承包商進場施工，鳳山水庫太陽光電場採用韓國 SCOTRA 浮動載具作為光電板載台，總裝置容量2,000kW，並選用慶芳科技公司的太陽能發電整合系統，光電板則選用新日光能源科技生產之光電板。2020年12月21日鳳山水庫太陽光電場與電網系統併聯成功開始發電，施工期程僅使用不到120工作天即完成。

### 設施

#### 發電機組
| 光電板型號                                    | 太陽能發電類型     | 光電板數量（片） | 裝置容量（MW） | 商轉日期       | 狀態   |
| --------------------------------------------- | ------------------ | ---------------- | -------------- | -------------- | ------ |
| 臺灣新日光能源科技製 URE D6L300L3A 太陽光電板 | 水面浮力式太陽光電 |                  | 2MW            | 2020年12月21日 | 商轉中 |